# Xanthodes albago
Xanthodes albago är en fjärilsart som beskrevs av Fabricius 1794. Xanthodes albago ingår i släktet Xanthodes och familjen trågspinnare. Inga underarter finns listade i Catalogue of Life.